# Once Upon a Time (album des Simple Minds)
Pour les articles homonymes, voir Once Upon a Time (homonymie).
Albums de Simple Minds
Sparkle in the Rain
(1984) Street Fighting Years
(1989)
Once Upon a Time est le huitième album studio du groupe New wave et Rock écossais Simple Minds.
Cet album permet au groupe de connaître la consécration internationale. Il est le plus vendu de la formation et lui a valu plusieurs hits, notamment aux États-Unis, où l'album lui-même s'est classé 10e, succédant de près au grand succès rencontré par le single Don't You (Forget About Me), qui ne fait cependant pas partie de cet album ; cela s'explique par le fait que Jim Kerr et ses acolytes étaient réticents concernant l'inclusion de ce titre dans l'album puisqu'ils ne l'ont pas composé. À noter qu'il est marqué par l'absence de Derek Forbes qui est remplacé par John Giblin.

## Liste des titres
| 1.    | Once upon a Time             | 5:44 |
| 2.    | All the Things She Said (en) | 4:16 |
| 3.    | Ghost Dancing (en)           | 4:46 |
| 4.    | Alive and Kicking            | 5:25 |
| 5.    | Oh! Jungleland               | 5:12 |
| 6.    | I Wish You Were Here         | 4:42 |
| 7.    | Sanctify Yourself (en)       | 4:57 |
| 8.    | Come a Long Way              | 5:09 |
| 40:12 |                              |      |

## Simples extraits
- Alive And Kicking (#3 aux É.U. ; #7 au R.U.)
- Sanctify Yourself (#14 aux É.U. ; #10 au R.U.)
- All The Things She Said (#28 aux É.U. ; #9 au R.U.)
- Ghostdancing (#13 au R.U.)

## Membres
- Jim Kerr - Voix
- Robin Clark - Voix
- Charlie Burchill - Guitares
- Michael MacNeil - Claviers, piano
- Mel Gaynor - Batterie
- John Giblin - Basse